# Élection au Conseil général d'Aran de 2019
 (mars 2020).
Si vous disposez d'ouvrages ou d'articles de référence ou si vous connaissez des sites web de qualité traitant du thème abordé ici, merci de compléter l'article en donnant les références utiles à sa vérifiabilité et en les liant à la section « Notes et références ».
 (mars 2020).
Les élections au Conseil général d'Aran de 2019 se sont déroulées le 26 mai 2019, simultanément avec les élections municipales. Elles ont permis d'élire les 13 membres du Conseil général d'Aran

## Système électoral
Les votes se font au suffrage universel de listes, d'après la formule électorale du scrutin proportionnel plurinominal avec un minimum de 3% de votes valides par circonscription. Les six circonscriptions, correspondent aux six terçons d'Aran: Marcatosa et Lairissa élisent un conseiller; Pujòlo, Arties et Garòs, deux; Quate Lòcs, trois, et Castièro, quatre.

## Candidatures
Les candidatures aux élections sont les suivantes :
| Liste | Liste                                                                              | Candidat au sindic | Slogan                                          |
| ----- | ---------------------------------------------------------------------------------- | ------------------ | ----------------------------------------------- |
|       | Convergence Democratique Aranaise - Parti Nationaliste Aranais (CDA–PNA)           | Carlos Barrera     | "Le travail d'aujourd'hui est ton futur demain" |
|       | Unité d'Aran–Parti des Socialistes de Catalogne–Candidature de Progrès (UA–PSC–CP) | Francés Boya       | "Aran c'est toi"                                |
|       | Parti Renovateur d'Arties e Garòs (PRAG)                                           | Rafael Hinojosa    |                                                 |
|       | Aran réunie                                                                        | Mireia Boya        | "Nous sommes l'alternance"                      |
|       | Junhudes Podem (Unidas Podemos)                                                    | Paula González     | "L'histoire c'est toi qui l'écrit"              |
|       | Citoyens - Parti de la citoyenneté (Cs)                                            | Joan Estevez       |                                                 |

## Résultats
| Êlections au Consell Général d'Aran, 26 mai 2019 |                                                                       |                                   |                 |          |             |                  |  |
|                                                  |                                                                       |                                   |                 |          |             |                  |  |
| Llista electoral                                 | Llista electoral                                                      | Tête de liste                     | Votes           | Votes    | Conseillers | Conseillers      |  |
| Llista electoral                                 | Llista electoral                                                      | Tête de liste                     | Vots (sufragis) | Vots (%) | Conseillers | Dif. conseillers |  |
|                                                  | Unitat d'Aran–PSC–Candidatura de Progrés (UA–PSC–CP)                  | Francés Boya : Élu nouveau sindic | 2 527           | 49,72    | 9           | + 4              |  |
|                                                  | Convergència Democràtica Aranesa–Partit Nacionalista Aranès (CDA–PNA) | Carlos Barrera                    | 1 523           | 29,97    | 4           | - 3              |  |
|                                                  | Aran Amassa                                                           | Mireia Boya                       | 552             | 10,86    | 0           | Nouveau          |  |
|                                                  | Unides Podem                                                          | Paula González                    | 164             | 3,23     | 0           | Nouveau          |  |
|                                                  | Ciutadans–Partit de la Ciutadania (Cs)                                | Joan Estevez                      | 116             | 2,28     | 0           | Nouveau          |  |
|                                                  | Partit Renovador d'Arties-Garòs (PRAG)                                | Rafael Hinojosa                   | 97              | 1,91     | 0           | - 1              |  |
| Corps électoral                                  | Corps électoral                                                       | Corps électoral                   | 7 114           | 100%     |             |                  |  |
| Participation                                    | Participation                                                         | Participation                     | 5 150           | 72,39%   |             |                  |  |
| Votes valides                                    | Votes valides                                                         | Votes valides                     | 5 082           | 98,68%   |             |                  |  |
| Votes exprimés                                   | Votes exprimés                                                        | Votes exprimés                    | 4 979           | 97,97%   |             |                  |  |
| Votes en blanc                                   | Votes en blanc                                                        | Votes en blanc                    | 103             | 2,03%    |             |                  |  |
| Votes nuls                                       | Votes nuls                                                            | Votes nuls                        | 68              | 1,32%    |             |                  |  |
| Abstention                                       | Abstention                                                            | Abstention                        | 1 964           | 27,61%   |             |                  |  |

### Résultats par terçó
| Terçó                 |   |   |   |   |   | PRAG | Total des conseillers |
| --------------------- | - | - | - | - | - | ---- | --------------------- |
| Arties e Garòs        | 1 | 1 | 0 |   |   | 0    | 2                     |
| Castièro              | 3 | 1 | 0 | 0 | 0 |      | 4                     |
| Lairissa              | 1 | 0 |   | 0 |   |      | 1                     |
| Marcatosa             | 1 | 0 | 0 | 0 |   |      | 1                     |
| Pujòlo                | 1 | 1 | 0 | 0 |   |      | 2                     |
| Quate Lòcs            | 2 | 1 | 0 | 0 |   |      | 3                     |
| Total des conseillers | 9 | 4 | 0 | 0 | 0 | 0    | 13                    |

| Terçó                          |       |       |       |      |      | PRAG  |
| ------------------------------ | ----- | ----- | ----- | ---- | ---- | ----- |
| Arties e Garòs                 | 28,87 | 36,60 | 8,25  |      |      | 25,00 |
| Castièro                       | 53,55 | 24,22 | 10,60 | 4,49 | 5,49 |       |
| Lairissa                       | 49,54 | 44,62 |       | 3,69 |      |       |
| Marcatosa                      | 41,85 | 37,47 | 12,17 | 5,84 |      |       |
| Pujòlo                         | 40,82 | 38,62 | 17,11 | 2,67 |      |       |
| Quate Lòcs                     | 57,17 | 26,84 | 11,35 | 1,33 |      |       |
| Total en pourcentage des votes | 49,72 | 29,97 | 10,86 | 3,23 | 2,28 | 1,91  |